# Jardín de Monforte
De Jardín de Monforte (Nederlands: tuin op de sterke berg) is een stadspark in neoclassicistische stijl in de Spaanse stad Valencia. De toegang bevindt zich aan de Calle de Artes Gráficas.
Het park heeft een oppervlakte van 12.000 m² en heeft veel fonteinen en marmeren beelden. Ook bevinden zich pergola's en vijvers in het park. Er staan cipresssen en sinaasappelbomen in de tuin en er leven veel katten.
De naam van de tuin is afgeleid van de heuvel die zich in de tuin bevindt en die ook beklommen kan worden.

## Afbeeldingen

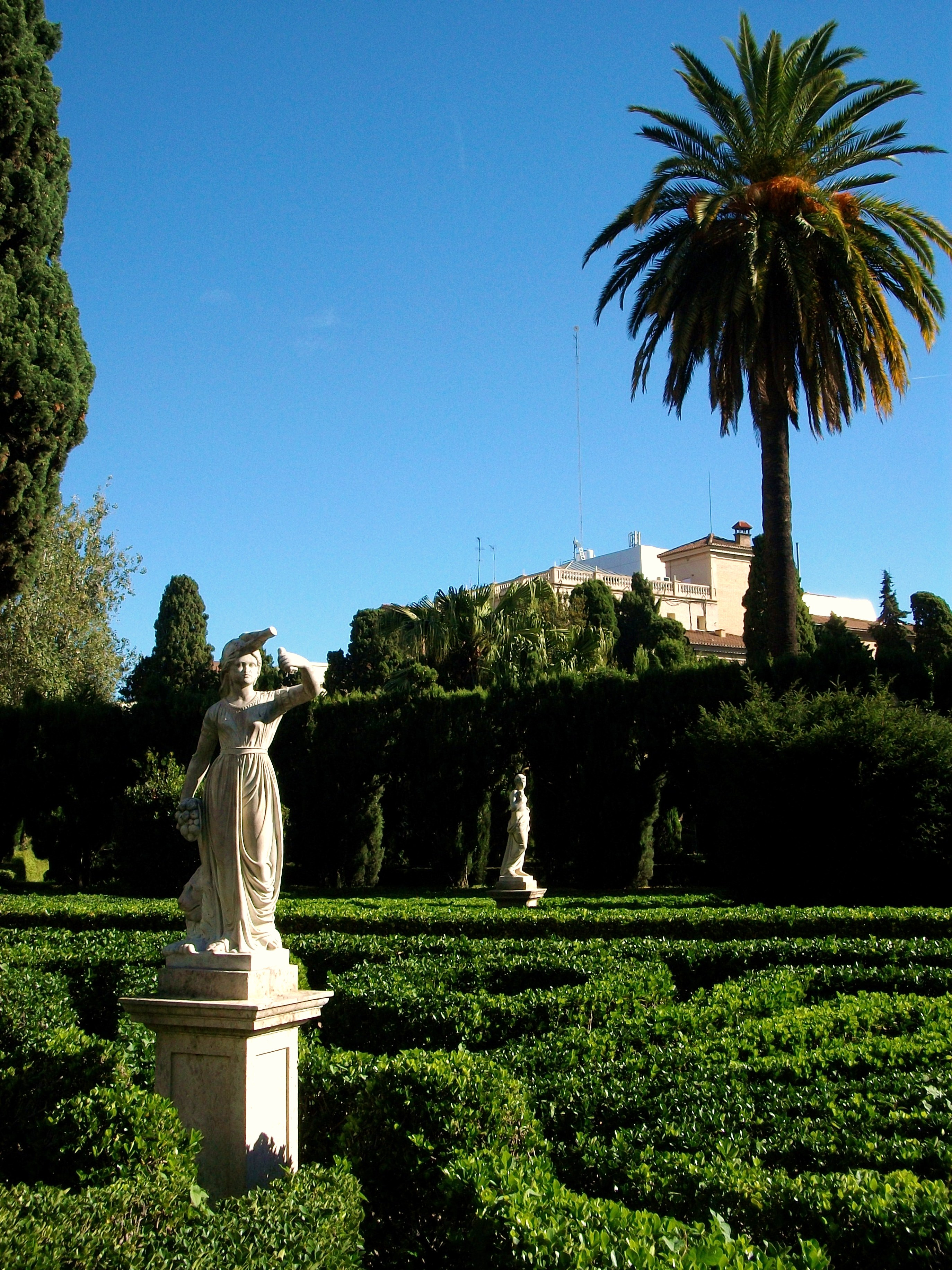
Beelden
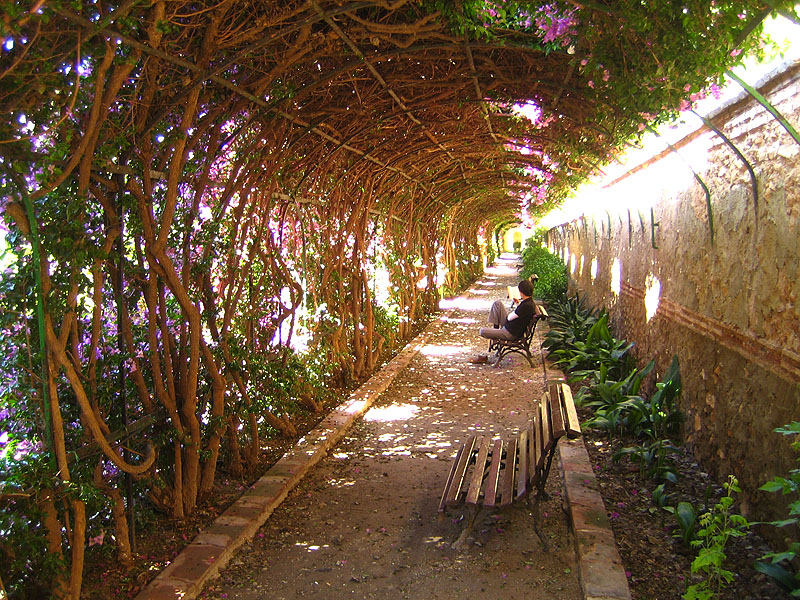
Pergola met bankje
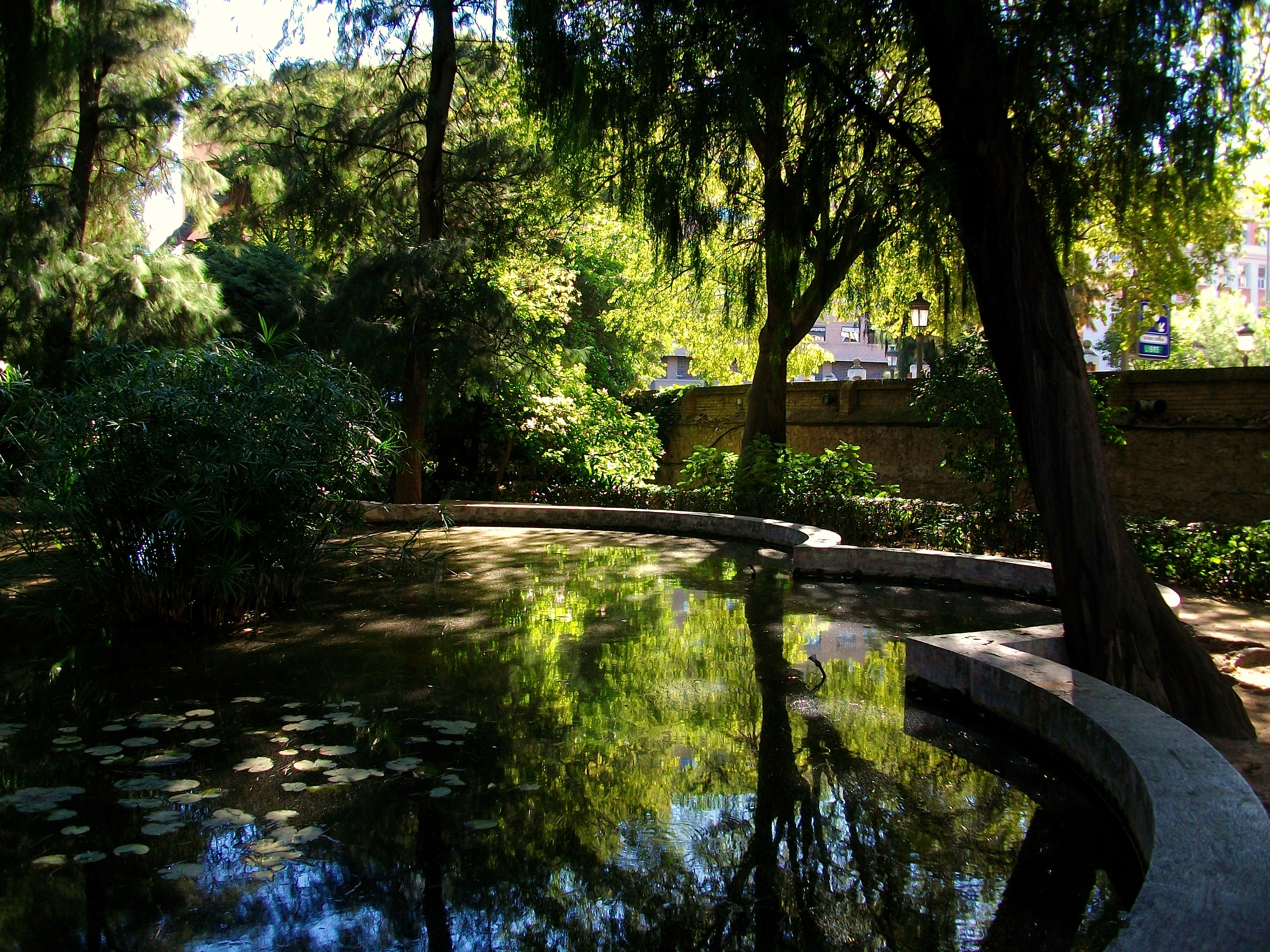
Vijver